# C/2007 N3 (Lulin)
A C/2007 N3 (Lulin) hosszú periódusú üstökös, melyet 2007-ben fedeztek fel a Lulin obszervatóriumban, Tajvanon. Legnagyobb fényességét 2009. február 24-én érte el (+4 - +6 magnitúdó).

## Külső hivatkozások
- Sárneczky, Krisztián: 2009. február - Földközelben a Lulin-üstökös. MCSE, 2009. január 28. [2009. február 8-i dátummal az eredetiből archiválva]. (Hozzáférés: 2009. február 16.)
- A Lulin üstökös keresőtérképei. [2009. február 27-i dátummal az eredetiből archiválva]. (Hozzáférés: 2009. február 27.)